# El Kerma
El Kerma (em árabe: الكرمة) é uma comuna localizada na província de Orã, Argélia. De acordo com o censo de 2009, a população total da cidade era de 25 636 habitantes.